# 제5차 콘스탄티노폴리스 공의회
제5차 콘스탄티노폴리스 공의회는 헤시카즘의 신비주의 교리에 관한 논쟁을 다루기 위해 1341년에서 1351년 사이에 동로마 제국의 수도 콘스탄티노폴리스에서 열렸던 6개의 총대주교 공의회에 붙여진 이름이다. 공의회들은 칼라브리아의 발람이 제1차 공의회에서 반대했고 나머지 5개 공의회에서 다른 사람들이 반대한 그레고리오스 팔라마스의 신학을 논의했기 때문에 헤시카스트 공의회 또는 팔라마스주의 공의회 라고도 불러진다.
이러한 공의회의 결과는 일부 동방 정교회의 기독교인에 의해 세계 공의회의 권위를 갖는 것으로 받아들여지고 있다.

## 역사
칼라브리아의 발람과 그레고리오스 팔라마스 사이의 분쟁은 화해할 수 없고, 공의회의 판단이 필요하다는 것이 분명해졌다. 1341년 6월 10일, 1341년 8월, 1344년 11월 4일, 1347년 2월 1일, 1347년 2월 8일, 1351년 5월 28일에 콘스탄티노폴리스에서 일련된 6번의 공의회가 열렸다.
칼라브리아의 발람의 주요 지지자인 동로마 제국의 황제 안드로니코스 3세는 공의회가 끝난 지 5일 만에 사망했다. 발람은 처음에 팔라마스를 상대로 자신의 입장을 제기할 두 번째 기회를 기대했었지만, 자신의 주장을 추구하는 것이 더 이상 의미가 없다는 것을 깨달아 칼라브리아로 떠났고, 그곳에서 로마 카톨릭 교회로 개종하고 게라스의 주교로 서품되었다.
발람이 떠난 후, 그레고리오스 아킨디노스는 팔라마스의 주요한 비판자가 되었다. 1341년 8월 콘스탄티노플에서 열린 제2차 공의회에서 아킨디노스를 정죄하고 이전 공의회의 결과를 확정했다. 그러나 아킨디노스와 그의 지지자들은 1344년 제3차 공의회에서 팔라마스와 그의 제자 중 한 명인 콘스탄티노폴리스의 이시도로스를 파문하는 짧은 승리를 거두었다.
1351년 5월 요안니스 6세가 주재한 블라헤르네 궁전에서 열린 공의회는 팔라마스를 무죄로 선언하고 그의 반대자들을 정죄했다. 이 공의회는 에페소스와 가노스의 관구장 주교를 면직하고 투옥하라고 명령했다. 이 결의에 복종하지 않으려는 모든 사람들은 파문을 당하고 거주지에서 감시를 받아야 했다. 칼라브리아의 발람과 그레고리오스 아킨디노스 및 그들의 추종자들에 대해 일련된 저주가 선언되었고, 이와 동시에, 그레고리오스 팔라마스와 그의 교리를 지지하는 자들을 위한 일련의 찬사가 선언되었다.

## 같이 보기
- 헤시카즘
- 그레고리오스 팔라마스